# Meandr

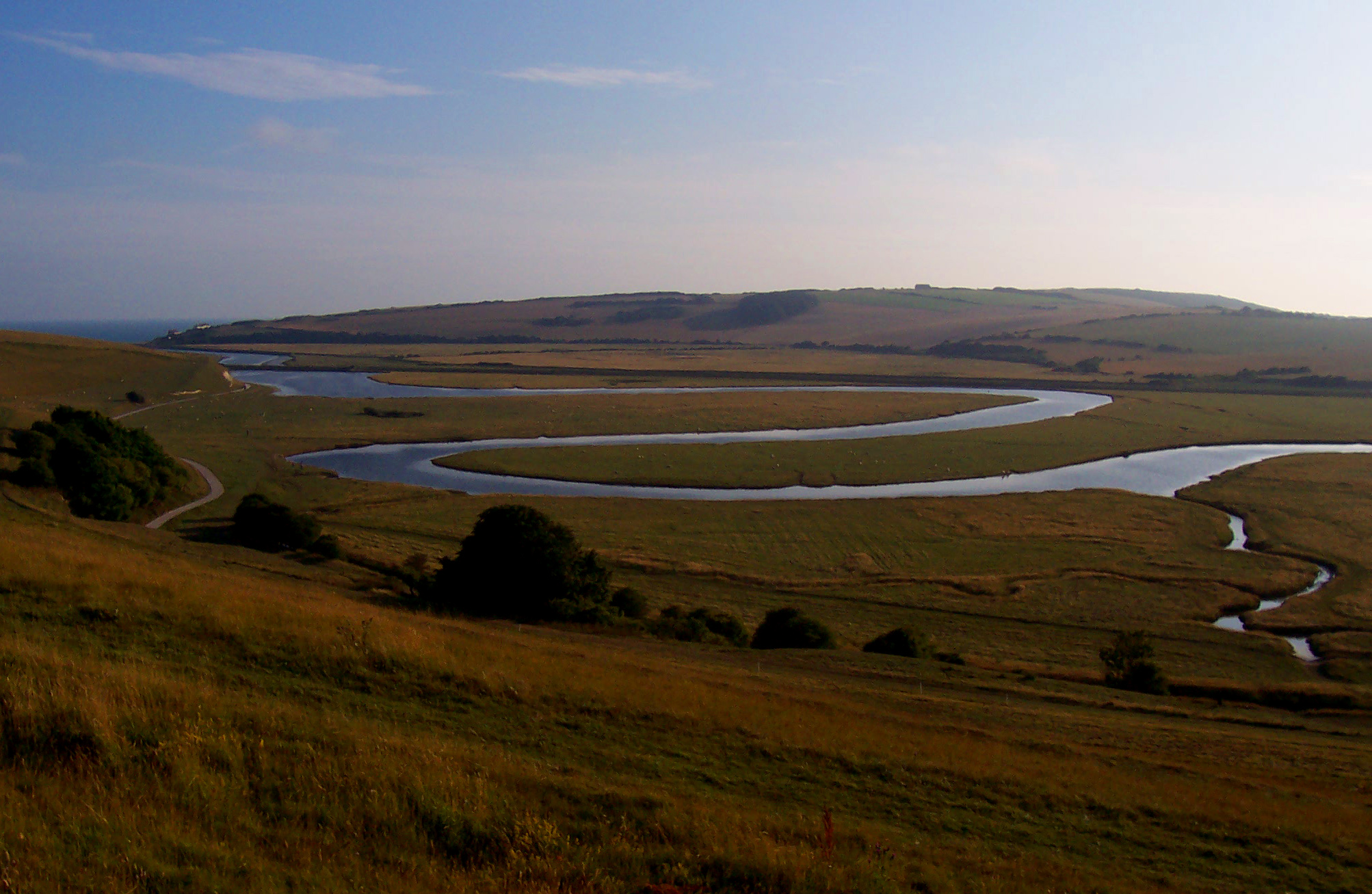
Meandr v údolní nivě řeky Cuckmere v jižní Anglii

Meandr je zákrut řeky způsobený boční erozí – vymíláním břehů na jedné straně a usazováním na straně druhé. Rozdíl mezi prostým říčním zákrutem a meandrem bývá stanoven normativně, obvykle se udává, že středový úhel oblouku musí být větší než 180°. Břehy meandrů se nazývají jesepní (vnitřní břeh) a výsepní (vnější břeh). Někdy může dojít k protnutí šíje meandru a vzniku okrouhlíku. Následným zahloubením říčního koryta se může meandr zcela oddělit od říčního toku a vznikne mrtvé rameno řeky, meandrové jezero.
Název pochází od jména maloasijské řeky Maiandros (řecky Μαίανδρος), dnes Büyük Menderes v Turecku, pro jejíž dolní tok jsou zákruty charakteristické.

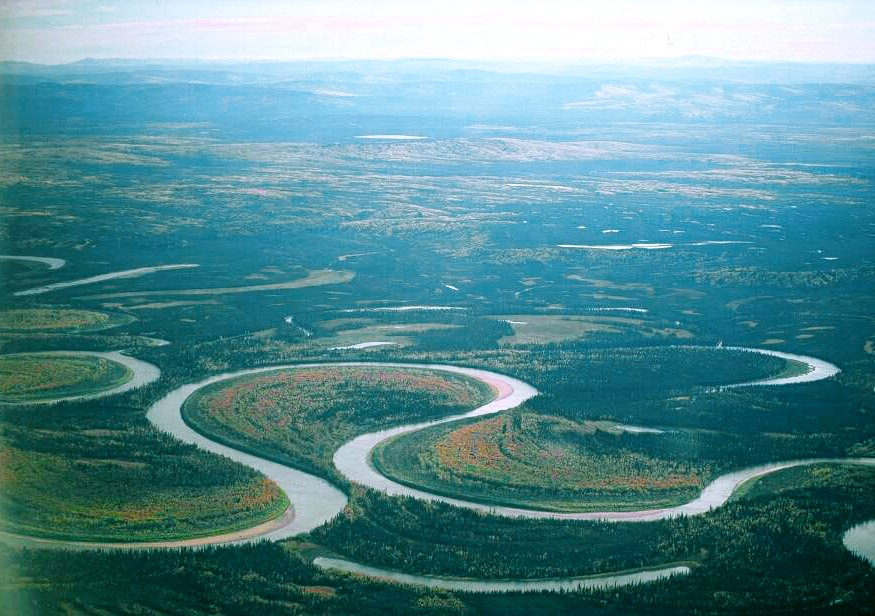
Volné meandry řeky Nowitna na Aljašce

## Základní typy

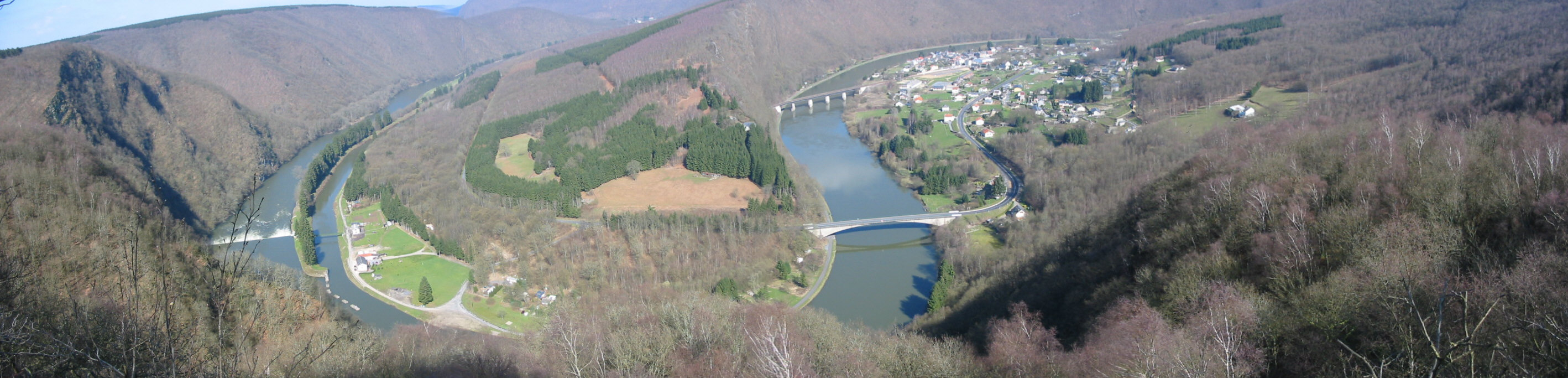
Zaklesnutý meandr řeky Mázy ve francouzských Ardenách

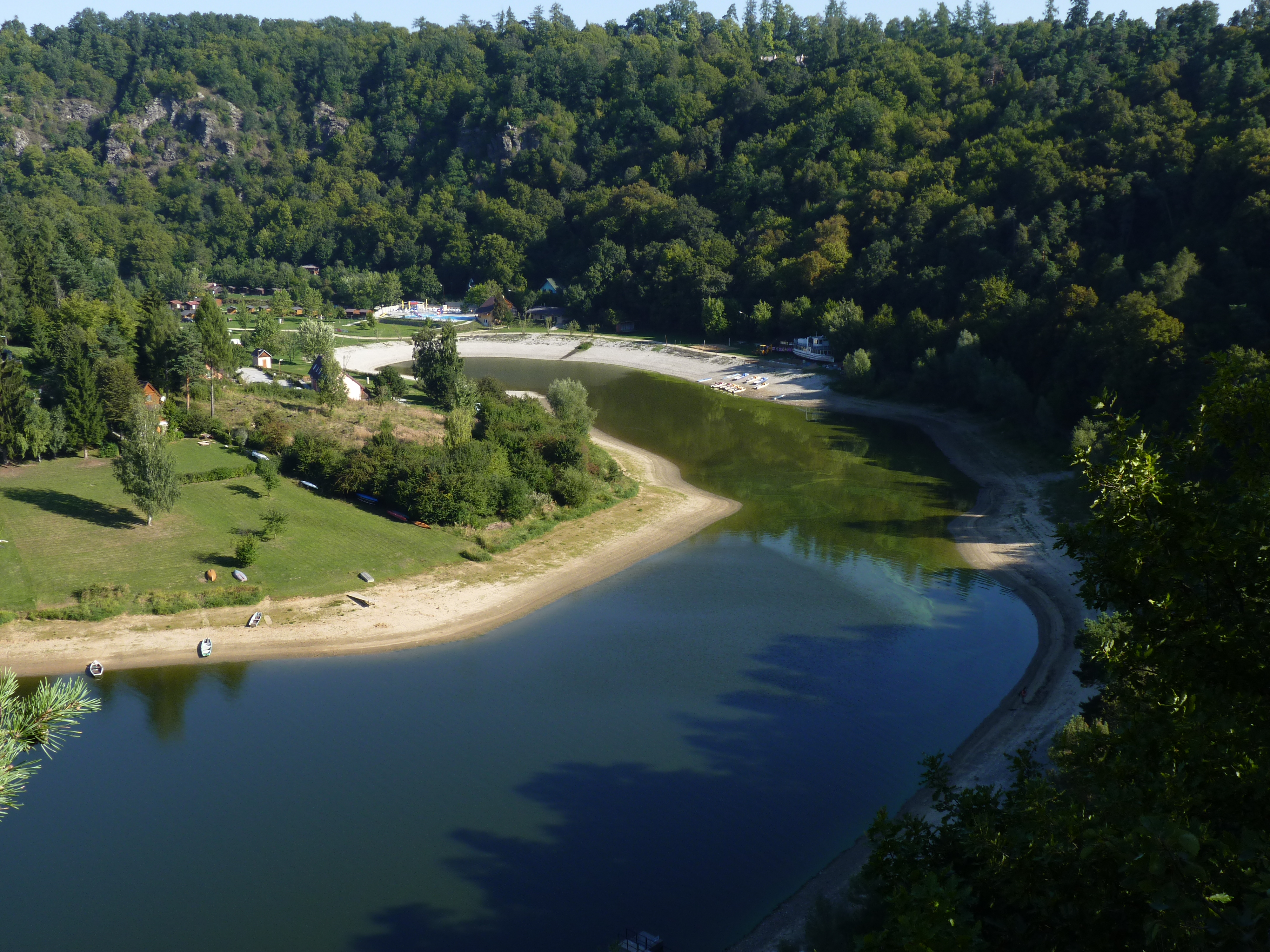
Bítovská zátoka – opuštěný zaklesnutý meandr Dyje v Bítově, částečně zatopený vzdutím Vranovské přehrady

- Meandry volné se vytvářejí v náplavových rovinách středních a dolních toků řek tam, kde se zpomaluje rychlost vodního toku a dochází k usazování unášeného materiálu. Volné meandry jsou charakteristické svou proměnlivostí, řeka neustále zvolna přemisťuje svůj tok, a to pozorovatelně i v měřítku lidského života. Volné meandry se pohybují postupně po směru toku. To je dáno tím, že nejvíce nejsou vystaveny boční erozi nárazové břehy ve vrcholu oblouku, ale v určité vzdálenosti po proudu. Tímto způsobem dochází nejen k posouvání meandrů, ale může dojít k protnutí šíje meandru. Z opuštěných meandrů se stávají slepá a mrtvá ramena. Typickými příklady jsou horní tok Vltavy, dolní tok Moravy či Labe a Ohře v Polabské nížině.

- Meandry zakleslé, též zaklesnuté, vznikají v místech, kde řeka vytváří údolí v tvrdých horninách. V takových místech řeka své koryto snadno přemístit nemůže a naopak se zařezává stále hlouběji. Teprve za mnohem delší dobu může dojít k promletí a proražení šíje i u zakleslého meandru (tento jev se nachází např. na Dyji pod Bítovem). Jako příklady zaklesnutého meandrování lze uvést střední tok Vltavy, Dyje, tok Labe skrz České středohoří, Berounku na Křivoklátsku nebo řeku Váh při průtoku Malou Fatrou – viz Domašínský meandr. Typické jsou také zaklesnuté meandry ve městech Český a Moravský Krumlov, která podle nich i získala pojmenování (z němčiny).